# Äußera
Äußera ist ein Gemeindeteil der Stadt Schwarzenbach am Wald im Landkreis Hof (Oberfranken, Bayern). Äußera liegt teils in der Gemarkung Straßdorf, teils in der Gemarkung Kleindöbra.

## Geografie
Zur Einöde gehören Hintereräußera und des 400 Meter südlich gelegene Vorderäußera. Hinteräußera liegt an einer Gemeindeverbindungsstraße, die nach Schwarzenbach am Wald (1,3 km südwestlich) bzw. die B 173 kreuzend nach Straßdorf führt (1 km westlich). Von Vorderäußera führt ein Anliegerweg nach Schwarzenbach (1 km südwestlich).

## Geschichte
Gegen Ende des 18. Jahrhunderts bestand Äußera aus einem Anwesen. Die Hochgerichtsbarkeit sowie die Grundherrschaft über das Gut hatte das bayreuthische Verwaltungsamt Schwarzenbach am Wald.
Von 1797 bis 1810 unterstand Äußera dem Justiz- und Kammeramt Naila. Infolge des Ersten Gemeindeedikts wurde Äußera dem 1812 gebildeten Steuerdistrikt Schwarzenbach und der zugleich entstandenen Ruralgemeinde Straßdorf zugewiesen. Im Zuge der Gebietsreform in Bayern wurde Äußera am 1. Mai 1978 nach Schwarzenbach am Wald eingemeindet.

### Einwohnerentwicklung
| Jahr      | 001871 | 001885 | 001900 | 001925 | 001950 | 001961 | 001970 | 001987 |
| Einwohner | 8      | 8      | 4      | 7      | 7      | 5      | 4      | 2      |
| Häuser    |        | 1      | 1      | 1      | 1      | 1      |        | 1      |
| Quelle    | [ 8 ]  | [ 9 ]  | [ 10 ] | [ 11 ] | [ 12 ] | [ 13 ] | [ 14 ] | [ 1 ]  |

## Religion
Äußera ist evangelisch-lutherisch geprägt und bis heute nach Schwarzenbach am Wald gepfarrt.